# Kjell (TV-program)
Kjell är ett svenskt TV-program med dockor. Första säsongen sändes under våren 2007 i ZTV, och andra säsongen sändes 2009 i SVT. Tredje säsongen sändes som julkalender i december 2015 i TV4 Play.
Dockorna spelas av Björn Carlberg som också står för manus tillsammans med Daniel Eskils som även är regissör.

## Handling
Serien utspelar sig i Stockholm och handlar om dockorna Kjell, Kjells mamma Birgitta och hennes nya kille Peter. Det är ett gäng i utkanten av samhället som har det rätt tufft, men som ändå ser positivt på tillvaron.
I säsong 1 står Kjell mest i fokus. Birgitta har sitt första framträdande i seriens sjätte avsnitt och Peter i det sjunde. Birgitta och Peter introduceras dock i det fjärde avsnittet genom Kjells telefonsamtal med sin mamma då Kjell får veta att hon har träffat någon. I säsong 2 och 3 följs alla tre huvudkaraktärer och deras äventyr i vardagen.

## Figurer

### Kjell
Kjell är arbetslös och bor i Stockholmsförorten Bagarmossen. Han är en smula misslyckad men är alltid glad, ödmjuk och tar dagen som den kommer. När han inte pratar med främlingar på stan går han mest omkring och filosoferar och försöker att få dagen att gå. 

### Birgitta
Kjells mamma Birgitta är en travbesatt spelmissbrukare som kedjeröker. Hon bor i Rotebro, Sollentuna, och tycker om att vistas på travbanan Solvalla.  

### Peter
Birgittas nya pojkvän Peter lider av förföljelsemani och storhetsvansinne och jobbar som hemlig agent utklädd till hockeytränare.

## Avsnitt

### Säsong 1
8 avsnitt. Sändes i ZTV våren 2007.
Säsong 1 producerades av bolaget Eskils Junker Film.
| Nr | Titel           |
| -- | --------------- |
| 1  | Tubleros        |
| 2  | Hagsätra        |
| 3  | Poolpower       |
| 4  | Direktsändning  |
| 5  | Kryssning       |
| 6  | Golden Hornline |
| 7  | Underkover      |
| 8  | Svennus Sexus   |

### Säsong 2
10 avsnitt. Sändes i Barnkanalen och SVT Play år 2009 i 5 delar, med två avsnitt per del.
Säsong 2 producerades av bolaget Eskils Junker Film.
| Nr | Titel                    | Sändningsdatum |
| -- | ------------------------ | -------------- |
| 1  | Utmätning                | 6 maj 2009     |
| 2  | Man måste motivera       | 6 maj 2009     |
| 3  | Älskar, älskar inte      | 13 maj 2009    |
| 4  | Jag svänger ju inte      | 13 maj 2009    |
| 5  | Rinkside                 | 20 maj 2009    |
| 6  | Avels-is                 | 20 maj 2009    |
| 7  | Din kille Patrik         | 27 maj 2009    |
| 8  | Banantunnan              | 27 maj 2009    |
| 9  | Ingen rök utan eld       | 3 juni 2009    |
| 10 | Ett dukat bord i Rotebro | 3 juni 2009    |

### Säsong 3
24 avsnitt. Sändes i TV4 Play år 2015 som julkalender med start 1 december och sista avsnittet 24 december.
Säsong 3 producerades av bolaget Tarot Pictures.
| Nr | Titel                            | Sändningsdatum   |
| -- | -------------------------------- | ---------------- |
| 1  | Mot nya mål                      | 1 december 2015  |
| 2  | Plocksträckor                    | 2 december 2015  |
| 3  | A great day for hockey           | 3 december 2015  |
| 4  | Nu sitter du!                    | 4 december 2015  |
| 5  | Kris                             | 5 december 2015  |
| 6  | Klockan två i Rotebro            | 6 december 2015  |
| 7  | Hästamacka                       | 7 december 2015  |
| 8  | Husmor häst                      | 8 december 2015  |
| 9  | Det hårda brödet                 | 9 december 2015  |
| 10 | No more señor Peter              | 10 december 2015 |
| 11 | Life is a rollercoaster          | 11 december 2015 |
| 12 | Frisör frisyr                    | 12 december 2015 |
| 13 | Hårstyler                        | 13 december 2015 |
| 14 | Djurfoder                        | 14 december 2015 |
| 15 | Speed dating                     | 15 december 2015 |
| 16 | Disguise 2.0                     | 16 december 2015 |
| 17 | Manuskriptet                     | 17 december 2015 |
| 18 | Mot Guteland                     | 18 december 2015 |
| 19 | Tystnad tagning                  | 19 december 2015 |
| 20 | Attacken mot Visby               | 20 december 2015 |
| 21 | Rigolotto                        | 21 december 2015 |
| 22 | Sjutton solar är fyra lika många | 22 december 2015 |
| 23 | Nytt liv, nya rutiner            | 23 december 2015 |
| 24 | Skräp, Toto och veckopeng        | 24 december 2015 |